# Alex Olmedo
Alejandro (Alex) Olmedo Rodríguez (Arequipa, 24 maart 1936 – Los Angeles, 9 december 2020) was een tennisser uit Peru, met Amerikaans staatsburgerschap. Hij werd door de USTA vermeld als een "buitenlandse" speler in en voor 1958, en als een Amerikaanse speler vanaf 1959. Hij hielp bij het winnen van de Davis Cup voor de Verenigde Staten in 1958 (overall 7-2, singles 5-1, doubles 2-1) en werd de nummer twee amateur van de wereld in 1959.

## Biografie
Olmedo leerde tennis van zijn vader, een voormalige prof. op een lokale tennisclub in Arequipa, Peru. Op zijn 14e werd Alex Olmedo daar clubkampioen. Later vertrok Olmedo met $ 700 (USD) gecollecteerd geld van familie, vrienden en andere tennissers, naar de Verenigde Staten, om aan een toernooi mee te doen. Olmedo kreeg daarna een baantje bij een tennisclub en in de avonduren leerde hij de Engelse taal, aangezien hij vrijwel geen woord Engels sprak. Later ging hij studeren aan de University of Southern California, waar hij diverse tenniskampioenschappen won. Ondanks dat hij geen Amerikaans burger wilde worden, werd hij gestimuleerd dat wel te doen voor zijn tenniscarrière. In 1959 was Olmedo nr. 1 van Amerika en nr. 2 van de wereld.

## Latere carrière
Toen hij in 1965 stopte met de (toenmalige) pro-tour, werd Olmedo de directeur van Tennis in het Beverly Hills Hotel aan de Sunset Boulevard in Beverly Hills, waar hij meer dan 25 jaar tennisles gaf. Hij telde Hollywoodsterren zoals Robert Duvall, Katharine Hepburn en Chevy Chase, en zakenmagnaten Sumner Redstone en Kirk Kerkorian onder zijn studenten.

### Hall of Fame
Hij werd ingehuldigd in de Tennis Hall of Fame, in 1987.

## Beste prestaties

### Enkelspel
Olmedo won in 1959 het Wimbledon enkelspel bij de heren, in de finale versloeg hij de Australiër Rod Laver met 6–4, 6–3 en 6–4. Ook won hij het Australian Open 1959, in de finale van Neale Fraser met 6–1, 6–2, 3–6 en 6–3. In hetzelfde jaar verloor hij de finale van het US Open van Fraser.

### Dubbelspel
In 1958 won Olmedo, samen met Ham Richardson het US Open dubbelspel, van de Amerikanen Sam Giammalva en Barry MacKay met 3–6, 6–3, 6–4 en 6–4. In 1959 stond Olmedo weer in de finale. Hij verloor deze keer het US Open dubbelspel met Earl 'Butch' Buchholz, van Roy Emerson en Neale Fraser.

## Overlijden
Olmedo overleed op 9 december 2020 op 84-jarige leeftijd aan een hartstilstand veroorzaakt door kanker, in Los Angeles, Californië.